# (15132) Steigmeyer
(15132) Steigmeyer (2000 EZ69) – planetoida z pasa głównego asteroid okrążająca Słońce w ciągu 3,67 lat w średniej odległości 2,38 j.a. Odkryta 10 marca 2000 roku.